# Girl's Day
Girl's Day（朝: 걸스데이、ガールズデイ）は、2010年から2019年まで活動していた韓国の女性アイドルグループ。所属事務所はDreamTエンターテインメント。

## 韓国での活動
2010年
- ソジン、ジヘ、ジソン、ジイン、ミナの5人でグループ結成。デビュー前からソウルの繁華街でストリートパフォーマンスを行っていた。
- 7月9日、1stミニアルバム『Girls Day Party #1』（タイトル曲：갸우뚱）をリリースし、正式デビューを果たす。
- 7月22日、1stデジタルシングル『나 어때』リリース。
- 9月14日、ジソン、ジインが脱退。
- 10月29日、2ndデジタルシングル『Girl's Day Party #2』（タイトル曲：잘해줘봐야）リリース。
- 11月5日、ユラ、ヘリが加入。

2011年
- 3月18日、3rdデジタルシングル『Girl's Day Party #3』リリース。タイトル曲の『반짝반짝』はロングヒットし、ガオンチャートにおいて2011年上半期デジタル総合6位を記録した。
- 7月7日、2ndミニアルバム『Everyday』（タイトル曲：한번만 안아줘）をリリース。
- 9月2日、4thデジタルシングル『Girl's Day Party #4』（タイトル曲：너 한눈팔지마）リリース。
- 12月31日、『MBC歌謡大祭典』に出演。

2012年
- 2月22日、『第1回ガオンチャートK-POPアワード』に出演。
- 4月18日、3rdミニアルバム『EverydayII』（タイトル曲：Oh! My God）をリリース。ソジンが作詞・作曲した「テレパシー」を収録。
- 10月17日、ジヘの脱退を発表。
- 10月26日、5thデジタルシングル『Girl's Day Party #5』（タイトル曲：나를 잊지마요）リリース。
- 12月31日、『MBC歌謡大祭典』に出演。

2013年
- 2月21日、6thデジタルシングル『White Day』リリース。
- 3月14日、1stフルアルバム『Expectation』をリリース。セクシーなコンセプトに初めて挑戦したタイトル曲「기대해」は、主要音源サイトで初の1位を獲得、音楽番組でも上位にランクインするなど大きな反響を呼んだ。ソジンの自作曲「Girl's Day World」とメンバーが作詞した「I Don't Mind」を収録。
- 4月3日、明洞にてアルバムのヒットとデビュー1000日を記念したフリーハグイベントを開催。
- 6月24日、リパッケージアルバム『Female President』を発売。
- 6月26日、デビュー3周年を記念してソウル・明洞でゲリラコンサートを開催。29日には釜山、7月3日には仁川でもコンサートを開催。
- 7月7日、SBS人気歌謡（アシアナ航空機着陸失敗事故の臨時ニュースにより放送中止）にてデビュー以来初めての音楽番組週間総合1位獲得を果たす。翌週7月14日放送回で改めてトロフィー授与。
- 7月30日、7thデジタルシングル『Girl's Day Party #6』（タイトル曲：말해줘요）リリース。
- 10月15日、8thデジタルシングル『Let's Go』リリース。ソジンが作詞・作曲に参加し、サムスングループと大学生のコミュニケーションプログラム「熱情楽書」のキャペーンソングとして制作され、音源配信の収益は学生支援の為に全額寄付する予定と伝えられた。
- 12月27日、『KBS歌謡祭』に出演。
- 12月29日、『SBS歌謡大祭典』に出演。
- 12月31日、『MBC歌謡大祭典』に出演。

2014年
- 1月3日、4thミニアルバム『EverydayIII』（タイトル曲：Something）をリリース。1月8日「MBC SHOW CHAMPION」を皮切りに、1月11日「MBC SHOW！音楽中心」、1月12日「SBS人気歌謡」と立て続けに1位を獲得すると、2月2日「SBS人気歌謡」では5週目にして返り咲きの1位、さらに2月6日「Mnet M Countdown」でも6週目にして同番組初の1位となった。1ヶ月以上に渡ってTOP争いを繰り広げるロングセールスは、5つの主要音源チャート「allehミュージック」「モンキー3」「NAVERミュージック」「Daumミュージック」「genie」で2014年1月の月間1位を記録し、そしてガオンチャートでもデジタル部門月間総合1位という快挙につながった。
- 2月12日、『第3回ガオンチャートK-POPアワード』に出演。
- 7月13日、UNIQLO-AXにて初の単独コンサート『GIRL'SDAY SUMMER PARTY』開催。収益金の全額が国際児童後援団体Plan Koreaに寄付された。
- 7月14日、5thミニアルバム『EverydayIV』（タイトル曲：Darling）をリリース。発売直後から8つの主要音源販売サイトで1位を記録した。
- 10月15日、9thデジタルシングル『보고싶어 (I MISS YOU)』をリリース。このタイトル曲と既存の4曲をバラードコレクションとして、世界で初めて製作されるカード型スマートアルバム「キノ」で発売された。
- 11月13日、『第6回 Melon Music Awards』に出演。
- 12月1日、ソジンとラッパー Dok2のコラボレーション曲、デジタルシングル『FINALE（フィナーレ）』をリリース。
- 12月3日、『2014 Mnet Asian Music Awards』に出演。
- 12月21日、『SBS歌謡大祭典』に出演。
- 12月26日、『KBS歌謡大祝祭』に出演。
- 12月27日、『KBS芸能大賞』にヘリがプレゼンターとして出演。
- 12月29日、『MBC芸能大賞』にヘリがプレゼンターとして出演。ユラが「私たち結婚しました」で、ヘリが「僕らの日曜の夜－リアル入隊プロジェクト本物の男」で女性新人賞を受賞。
- 12月30日、『MBC演技大賞』にヘリがプレゼンターとして出演。
- 12月31日、『MBC歌謡大祭典』に出演。ヘリはMCを務めた。

2015年
- 1月14日、『第29回Golden Disk Awards』に出演。
- 1月22日、『第24回Seoul Music Awards』に出演。
- 1月28日、『第4回ガオンチャートK-POPアワード』に出演。ヘリはMCを務めた。
- 3月16日、ミナが1stソロアルバム『나도 여자예요 (I Am A Woman Too)』をリリース。ソウル明洞芸術劇場前の交差点で路上ショーケースを行った。スマートアルバムとしても制作。
- 5月12日、ヘアケアブランドMiseenscene（ミジャンセン）の広告曲「Hello Bubble」をリリース。
- 7月6日、2ndフルアルバム『LOVE』をリリース。ソウル江西（カンソ）区禾谷洞（ファゴクドン）KBSスポーツワールドでショーケースを開催。デビュー5周年を迎えアルバムをメンバー別とグループの全5種で制作。

2016年
- 10月2日、『2016 APAN STAR AWARDS』でヘリがドラマ「応答せよ1988」で女性新人賞を受賞。
- 10月10日、『第1回 tvN10 Awards』でヘリがドラマ「応答せよ1988」で人気俳優賞を受賞。
- 11月19日、『第8回 Melon Music Awards』でヘリがMCで出演。
- 12月24日、『2016 KBS芸能大賞』でヘリがMCで出演。
- 12月31日、『2016 SBS演技大賞』でミナがMCで出演。

2017年
- 3月27日、5thミニアルバム『Everyday V』（タイトル曲：I'll Be Yours）をリリース。ソウル江南（カンナム）区・ILCHIアートホールでショーケースを開催。
- 11月3日、ミナがソロデジタルシングル『Other way』をリリース。収録曲「11˚」はミナが作詞し、作曲家Woogieと共同作曲した。

2018年
- 2月8日、『2018 平昌冬季五輪』の聖火リレーに参加。
- 12月29日、『2018 MBC芸能大賞』でヘリがMCで出演。

2019年
- 1月11日、契約満了を発表。
- 2月6日、『2019旧正月特集アイドルスター陸上＆ボウリング＆アーチェリー＆新体操＆PK戦選手権大会』のボウリング競技でユラがMCで出演。
- 3月19日、ソジンがNOON CAMPANYと専属契約を発表。
- 3月20日、ユラがAwesome Entertainmentと専属契約を発表。
- 3月29日、ミナがYOOBORN COMPANYと専属契約を発表。
- 5月1日、ヘリがCreative group INGと専属契約を発表。

## 日本での活動
【2011年】
- 2月4日、初来日。『Mnet視聴者大感謝祭』に出演。
- 10月2日、『日韓交流おまつり2011 in Tokyo』のK-POPコンサートに出演。（六本木ヒルズアリーナ）
- 12月9日、インストア・イベント開催。（タワーレコード渋谷店）
- 12月10日、『Girl's Day ファーストプレミアムライブ』を開催。（Shibuya O-EAST）
- 12月15日、『東日本大震災 復興祈願 K-POPコンサートin Sendai』に出演。

【2012年】
- 5月1日、Girl's Day Party in Zepp 前夜祭（ミニライブ＆サイン会）を開催。（大阪あべのキューズモール3階スカイコート）
- 5月2日、『Girl's Day Party in Zepp』開催。（Zepp Namba）
- 5月3日、ミニライブ＆サイン会を開催。（松坂屋名古屋店 南館8階マツザカヤホール）
- 5月4日、Girl's Day Party in Zepp 前々夜祭（ミニライブ＆サイン会）を開催。（東京ドームシティ ラクーアガーデンステージ）
- 5月5日、Girl's Day Party in Zepp 前夜祭（ミニライブ＆サイン会）を開催。（Diver City Tokyo フェスティバル広場）
- 5月6日、『Girl's Day Party in Zepp』昼・夜二部開催。（Zepp Diver City）

【2013年】
- 6月2日、『K-POP FESTIVAL 2013 in KUMAMOTO』に出演。
- 12月24日、1st Fan Meeting 『Christmas Kiss』昼・夜二部開催。（川崎クラブチッタ）

【2014年】
- 4月2日、『M COUNTDOWN No.1 Artist of Spring 2014』Meet&Greetに出演。（横浜アリーナ）
- 4月5日、Girl's Day 2014 SPRING FAN MEETING『something!』昼・夜二部開催。（AiiA Theater Tokyo）
- 9月28日、『M-time公開収録 ツーリズムEXPOジャパン2014』（東京ビッグサイト イベント会場内 Aステージ）と、『日韓交流おまつり2014 in Tokyo』K-POPコンサート（日比谷公園 大噴水広場 第2花壇）に出演。
- 11月26日、日本限定ベストアルバム『Girl’s Day Best Album (JAPAN LIMITED ver.)』をリリース。
- 11月27日、『TOWER RECORDS SHIBUYA presents “K-POP LOVERS!”SPECIAL SHOWCASE』に出演。（品川プリンスホテルステラボール）
- 11月29日、『Girl’s Day 2014 Winter Party』昼・夜二部開催。（東京ドームシティホール）
- 11月27日・28日・29日、ベストアルバム『Girl’s Day Best Album (JAPAN LIMITED ver.)』購入者対象にミニライブ + お楽しみ抽選会 + サイン会を開催。（品川プリンスステラボール、お台場ヴィーナスフォート、東京ドームシティホール）

【2015年】
- 4月13日・14日・15日・16日、ミナが1stミニアルバム『I am a woman too』の発売記念イベント（ミニトーク＆特典会）を開催。（13日：大阪タワーレコード茶屋町店、あべのキューズモール3Fスカイコート、14日：名古屋ナディアパークアトリウム、15日：東京タワーレコード渋谷店、16日：東京池袋サンシャインシティ）
- 8月21日・22日・23日、韓国2ndフルアルバム『LOVE』の発売記念イベントを開催。（21日：大阪あべのHoop 1Fオープンエアプラザ、22日：東京タワーレコード渋谷店 B1F「CUTUP STUDIO」、23日：埼玉イオンモール北戸田 1Fセントラルコート、ダイバーシティ東京プラザ）
- 9月10日〜13日、19日〜24日、26日、28日〜30日までの14日間、日本デビューシングル『Darling (JPN ver.)』の発売記念ミニライブ＆特典会を開催。
- 9月20日、『テレビ大阪YATAIフェス！2015』に出演。（大阪城公園 太陽の広場）
- 9月25日・27日、『Girl's Day 2015 Autumn Party』を開催。（25日：NHK大阪ホール、27日：豊洲PIT（昼・夜二部））
- 9月28日、韓国2ndフルアルバム『LOVE』購入者限定サイン会を開催。（渋谷ロフト1F）
- 9月30日、『Darling (JPN ver.)』で日本デビュー。これは、タワーレコード渋谷店の「LIVE LIVEFUL! COLLECTION」第27弾としてタワーレコード限定発売となる。

【2016年】
- 2月5日、ミニライブ＆特典会を開催。（ヴィーナスフォート）
- 2月6日、Girl's Day ファンミーティング『You are my Valentine!!』を開催。（山野ホール）
- 2月7日、ミニライブ＆特典会を開催。（タワーレコード渋谷店 B1F「CUTUP STUDIO」）

## メンバー
| 芸名   | 芸名 | 芸名   | 本名         | 本名   | 本名         | 生年月日(満年齢)      | 担当                                         | 加入時期  |
| ソジン | 소진 | So Jin | パク・ソジン | 박소진 | Park So Jin  | 1986年5月21日（38歳） | リーダー、リードボーカル                     | 2010年7月 |
| ユラ   | 유라 | Yu Ra  | キム・アヨン | 김아영 | Kim Ah Young | 1992年11月6日（32歳） | サブボーカル、メインラッパー、メインダンサー | 2010年9月 |
| ミナ   | 민아 | Min Ah | パン・ミナ   | 방민아 | Bang Min Ah  | 1993年5月13日（31歳） | メインボーカル                               | 2010年7月 |
| ヘリ   | 혜리 | Hye Ri | イ・ヘリ     | 이혜리 | Lee Hye Ri   | 1994年6月9日（30歳）  | サブボーカル、リードダンサー                 | 2010年9月 |

元メンバー
- ジソン（지선、Jiseon）- 活動期間：2010年7月〜9月
- ジイン（지인、Jiin）- 活動期間：2010年7月〜9月（2014年2月14日、ガールズバンド「Bebop」としてデビュー[15]）
- ジヘ（지해、Jihae）- サブボーカル、リードラッパー、リードダンサー、活動期間：2010年7月〜2012年10月

## ディスコグラフィ

### Girl's Day Party
| No. | タイトル                               | 収録曲                                                                                          |
| --- | -------------------------------------- | ----------------------------------------------------------------------------------------------- |
| 1st | Girl's Day Party #1 （2010年7月9日）   | 1. 갸우뚱 (Tilt My Head) 2. Shuppy Shuppy 3. Control 4. 갸우뚱 (Inst.) 5. Shuppy Shuppy (Inst.) |
| 2nd | Girl's Day Party #2 （2010年10月29日） | 1. 잘 해줘봐야 (Nothing Lasts Forever) 2. 잘 해줘봐야 (Inst.)                                   |
| 3rd | Girl's Day Party #3 （2011年3月18日）  | 1. 반짝반짝 (Twinkle Twinkle) 2. 반짝반짝 (Inst.)                                               |
| 4th | Girl's Day Party #4 （2011年9月2日）   | 1. 너, 한눈 팔지마! (Don't Flirt) 2. 너, 한눈 팔지마! (DJ Stereo Club Mix)                      |
| 5th | Girl's Day Party #5 （2012年10月26日） | 1. 나를 잊지마요 (Don't Forget Me) 2. 나를 잊지마요 (Inst.)                                     |
| 6th | Girl's Day Party #6 （2013年7月30日）  | 1. 말해줘요 (Please Tell Me) 2. 말해줘요 (Inst.)                                                |

### Everyday
| No. | タイトル                      | 収録曲 |
| --- | ----------------------------- | --- |
| 1st | Everyday （2011年7月7日）     | 1. 영러브 (Young love) 2. 한번만 안아줘 (Hug Me Once) 3. 반짝반짝 (Twinkle Twinkle) 4. 잘 해줘봐야 (Nothing Lasts Forever) 5. 한번만 안아줘 (Inst.) |
| 2nd | Everyday II （2012年4月18日） | 1. 둘이서 2. Oh! My God 3. 너, 한눈 팔지마! (Don't Flirt) 4. 텔레파시 5. Oh! My God (Inst)                                                          |
| 3rd | Everyday III （2014年1月3日） | 1. G.D.P (intro) 2. Something 3. 휘파람 4. Show you 5. Something (inst.)                                                                            |
| 4th | Everyday IV （2014年7月14日） | 1. Summer party (intro) (feat. David Kim) 2. Darling 3. Look at me 4. Timing 5. Darling (Inst.)                                                     |
| 5th | Everyday #5 （2017年3月27日） | 1. I'll Be Yours 2. THIRSTY 3. Love Again 4. Kumbaya（Come By Here）(SOJIN Solo) 5. Truth (MINAH Solo) 6. Don't Be Shy 7. I'll Be Yours (Inst.)     |

### フルアルバム
| No.    | タイトル                           | 収録曲 |
| ------ | ---------------------------------- | --- |
| 1st    | Expectation （2013年3月14日）      | 1. Girl's Day World (Intro) 2. 기대해 (Expectation) 3. I Don't Mind 4. Easy Go 5. 그녀를 믿지마 (Don't Trust Her) 6. White Day 7. 어쩜 좋아 (Oh, Great!) 8. 반짝반짝 (Twinkle Twinkle) 9. 한번만 안아줘 (Hug Me Once) 10. Oh! My God 11. 나를 잊지마요 (Don't Forget Me) 12. 너, 한눈 팔지마! (Don't Flirt)(Remix Club Ver.) 13. 기대해 (Inst.) 14. White Day (Inst.) |
| 1st Re | Female President （2013年6月24日） | 1. Girl's Day World (Intro) 2. 여자 대통령 (Female President) 3. 기대해 4. I Don't Mind 5. Easy Go 6. 그녀를 믿지마 (Don't Trust Her) 7. White Day 8. 어쩜 좋아 (Oh, Great!) 9. 반짝반짝 (Twinkle Twinkle) 10. 한번만 안아줘 (Hug Me Once) 11. Oh! My God 12. 나를 잊지마요 (Don't Forget Me) 13. 여자 대통령 (Inst.)                                                 |
| 2nd    | LOVE （2015年7月6日）              | 1. With Me 2. 링마벨 (Ring My Bell) 3. 마카롱 4. Come Slowly 5. Top Girl 6. Darling 7. 휘파람 8. Look At Me 9. Something 10. Timing 11. 보고싶어 12. Show You 13. Hello Bubble 14. 링마벨 (Ring My Bell) (Inst.) |

### スマートアルバム
| No. | タイトル                    | 収録曲                                                                          |
| --- | --------------------------- | ------------------------------------------------------------------------------- |
| 1st | 보고싶어 （2014年10月15日） | 1. 보고싶어 (I MISS YOU) 2. Look At Me 3. Show You 4. I Don't Mind 5. White Day |

### デジタルシングル
- 나 어때（私 どう ?）（2010年7月22日）
- White Day（2013年2月21日）
- Hello Bubble（2015年5月12日）

### ソロ
| No.  | タイトル                           | 収録曲 |
| ミナ | ミナ                               | ミナ |
| ---- | ---------------------------------- | --- |
| 1st  | I Am A Woman Too （2015年3月16日） | 1. 이상하다 참 (It's Strange) (Feat. Kanto of TROY) 2. 나도 여자예요 (I Am A Woman Too) 3. Colorful 4. 이상하다 참 (Inst.) 5. 나도 여자예요 (Inst.) |
| 2nd  | Other way （2017年11月3日）        | 1. 11˚ 2. 11˚ (Inst.) |

### その他

#### OST
- 2010年：ゲーム「아르고 (ARGO)」-「꿈속에서」（ジイン）/ 「갈라진 달」（ミナ）
- 2011年：KBS 2TV「정글피쉬 2（ジャングルフィッシュ 2）」-「단 한번만（たった一度だけ）」（ミナ）
- 2011年：MBC「욕망의 불꽃（欲望の花火）」-「우리 사랑 이대로（私たちの愛よこのまま）」（ソジン）
- 2011年：SBS「시티헌터 (シティーハンター in Seoul)」-「큐피트（キューピット）」（Girl's Day）
- 2011年：MBC「반짝반짝 빛나는（キラキラ輝く）」-「너의 마음을 내게 준다면（あなたの心を私にくれたら）」（Girl's Day）
- 2011年：KBS 「우리집 여자들（我が家の女たち）」-「Honey Honey」（Girl's Day）
- 2012年：KBS 2TV「넝쿨째 굴러온 당신（棚ぼたのあなた）」-「넝쿨송（ノンクルソング）」（Girl's Day）
- 2013年：SBS「열애（熱愛）」-「나 돌리고 싶어（元に戻したい）」（ソジン）
- 2014年：SBS「닥터 이방인（ドクター異邦人）」-「니가내가（あなたが私が）」（ミナ）
- 2014年：映画「아빠를 빌려드립니다（パパをお貸しします）」-「들려줘요」「세상만사 (Electronic Rock Ver.)」「세상만사 (Acustic Ver.)」（ミナ）
- 2014年：KBS「왕의 얼굴（王の顔）」-「한 사람（ひとりの人）」（ミナ）
- 2015年：SBS「떴다! 패밀리（やってきた！ファミリー）」-「아찔아찔」（ソジン）
- 2015年：SBS「가면（仮面）」-「아프다（痛い）」（ソジン、Block Bジコ）
- 2015年：MBC「달콤살벌 패밀리（甘い殺伐ファミリー）」-「아니（いいえ）」（ミナ、BTOB ミニョク）
- 2015年：tvN「응답하라 1988（恋のスケッチ〜応答せよ1988〜）」-「매일 그대와（毎日あなたと）」（ソジン）
- 2016年：SBS「미녀 공심이（野獣の美女コンシム）」-「My First Kiss」（ミナ）
- 2018年：JTBC「라이프（ライフ）」-「Close Your Eyes」（ソジン）

#### フィーチャリング / コラボレーション
- 2011年：Defconn 5集「The Rage Theater」#7「래퍼들이 헤어지는 방법 Part.2」-（with. ミナ）
- 2012年：JEVICE「이젠 사랑할래 (もう恋する)」 - Feat.ユラ
- 2013年：VIXX 1stミニアルバム「hyde」#3 「그만 버티고 (もう耐えないで)」 - Feat. Minah Of Girl's Day
- 2014年：ヒップポップミュージシャンCrucial Starの「너에게 주고 싶은 세 가지 (君にあげたい3つのもの)」 - Feat.ソジン
- 2014年：MCモン 6集「MISS ME OR DISS ME」#11 「Whatever」 - (Feat. Minah Of Girl's Day)
- 2014年：다미아노(Damiano)1stデジタルミニアルバム「Skyfall」タイトル曲「Skyfall」 - Feat.ミナ
- 2014年：ソジン & Dok2 「FINALE (フィナーレ)」
- 2015年：Party Street(キム・テボム) with ソジン 「비가 오는 날에는 (雨が降る日には)」
- 2016年：CHAMPAGNE 「느낌적인 느낌」 - Feat.ミナ

#### その他
- 2011年：「Bum Bum Bum」- 作曲家クァク・テフンのプロジェクトアルバム 3rd（Girl's Day & ソン・ホボム）
- 2012年：「Blue Rain 2012」- 作曲家シン・インスの20周年記念アルバム「THE S Part 2」参加曲（原曲：Fin.K.L「Blue Rain」）（Girl's Day）
- 2013年：「여름안에서（夏の中で）」- DUEXの20周年記念プロジェクトアルバム参加曲（ソジン）
- 2013年：「Let's Go」- サムスングループと大学生のコミュニケーションプログラム「熱情楽書」のキャペーンソング（Girl's Day）
- 2014年：「손만 잡을게（Just Hold Hands）」- 作曲家イ・ヒョンドのプロジェクトアルバム「4U」のタイトル曲（DinDin & ミナ）
- 2014年：「승리를 위하여 2014（勝利のために2014）」- 2014ブラジルW杯 赤い悪魔公式応援歌アルバム「We are the reds」収録曲（TransFixion & Girl's Day ミナ）
- 2015年：「Hello Bubble」- ヘアケアブランドMiseenscene（ミジャンセン）のヘアカラーリング剤「Hello Bubble」をテーマにした楽曲

### MV
| Official Video Links                                                           |
| ------------------------------------------------------------------------------ |
| 갸우뚱（Tilt My Head）                                                         |
| 나어때（How About Me）                                                         |
| 잘해줘봐야（Nothing Lasts Forever）                                            |
| 반짝반짝（Twinkle Twinkle）                                                    |
| 너의 마음을 내게 준다면（If You Give Your Heart For Me）                       |
| 한번만 안아줘（Hug Me Once）                                                   |
| 너, 한눈 팔지마!（Don't Flirt）                                                |
| Oh! My God                                                                     |
| 나를 잊지마요（Don't Forget Me）                                               |
| White day                                                                      |
| 기대해（Expectation） 기대해（Expectation）(Dance Version)                     |
| 여자 대통령（Female President） 여자 대통령（Female President）(Dance Version) |
| Let's Go                                                                       |
| Something Something (Dance Version)                                            |
| Darling                                                                        |
| 보고싶어（I MISS YOU）                                                         |
| 나도 여자예요（I Am A Woman Too）                                              |
| Hello Bubble                                                                   |
| RING MY BELL                                                                   |
| I'll Be Yours I'll Be Yours (Dance Practice Cute ver.)                         |
| 11˚                                                                            |

### 日本

#### シングル
| No. | タイトル                  | 収録曲 |
| --- | ------------------------- | --- |
| 1st | Darling （2015年9月30日） | 収録曲 初回限定盤（CD＋DVD＋フォトブックレット） 1. Darling (JPN ver.) 2. Twinkle Twinkle (JPN ver.) 3. Ring My Bell (JPN ver.) 4. Darling (Instrumental) ＜DVD＞ Darling (JPN ver.) PV / PV Making 通常盤 Type-A（CD） 1. Darling (JPN ver.) 2. Twinkle Twinkle (JPN ver.) 3. Darling (Instrumental) 4. Twinkle Twinkle (Instrumental) 通常盤 Type-B（CD） 1. Darling (JPN ver.) 2. Ring My Bell (JPN ver.) 3. Darling (Instrumental) 4. Ring My Bell (Instrumental) メンバー別ジャケット（CD） 1. Darling (JPN ver.) |

## 出演

### ドラマ
- KBS 2TV「童顔美女」（2011年）- ミナ（ヘミ役）
- MBN「ヴァンパイア☆アイドル」（2011年〜2012年）- ミナ（ミナ役）
- 中国SOHU.comデジタル放送ドラマ「シークレット・エンジェル」（2012年）- ユラ（ユビン役）
- SBS「おいしい人生」（2012年）- ヘリ（チャン・ミヒョン役）
- SBS「花ざかりの君たちへ / 美しい君へ（原題）」（2012年）- ユラ（イ・ウンヨン役）
- MBC every1「がむしゃらファミリー3」（2013年〜2014年）- ユラ（パク・ユラ役）
- KBS 2TV「夫婦クリニック－愛と戦争2」（2013年）- ユラ
- SBS「主君の太陽」（2013年）- ミナ（ガヨン役）
- MBC every1「ザ・ドラマティック」（2013年8月23日・30日）- 全員
- MBC every1「がむしゃらファミリー3」（2013年10月15日）- ミナ（コ・ウンチャン役）
- TV朝鮮「最高の結婚」（2014年）- ソジン（イ・ユリ役）
- ウェブ「最高の未来」（2014年）- ミナ（ミレ役）
- SBS Plus「堂々とせよ」（2014年）- ユラ（ホン・ハラ役）
- JTBC「ソナム女子高探偵団」（2014年 - 2015年）- ヘリ（イ・イェヒ役）
- SBS「やってきた！ファミリー」（2015年）- ソジン（チェ・ドンジュ役）
- SBS「ハイド・ジキル、私」（2015年）- ヘリ（ミン・ウジョン役）
- KBSウェブ「恋愛探偵シャーロックK」（2015年）- ユラ（ナナ役）
- tvN「応答せよ1988」（2015年）- ヘリ（ソン・ドクソン役）
- MBC「甘い殺伐ファミリー」（2015年）- ミナ（ペク・ヒョンジ役）
- SBS「タンタラ」（2016年）- ヘリ（チョン・グリン役）
- SBS「美女コン・シム」（2016年）- ミナ（コン・シム役）
- JTBCウェブ「ヒップホップ先生」（2017年）- ユラ（キム・ユビン役）
- ウェブ「弘益(ホンイク)スーパー」（2017年）- ソジン（ヨニ役）
- MBC「トゥー・カップス」（2017年）- ヘリ（ソン・ジアン役）
- On Styleウェブ「オー！ 半地下の女神たちよ」（2017年）- ソジン（ミョンハ役）
- KBS 2TV「ラジオロマンス」（2018年）- ユラ（チン・テリ役）
- JTBC「幸せのジンス」（2018年）- ソジン（ジョンス役）
- 「絶対彼氏」（2018年）- ミナ（ダダ役）

### 映画
- 2012年：「非情な都市」- ジヘ（キム・ソンファ役）
- 2013年：「ホリー」- ミナ（ワニ役）
- 2014年：「パパをお貸しします」- ミナ
- 2018年：「物の怪（もののけ）」- ヘリ（ミョン役）

### ミュージックビデオ
- 2010年：HIT-5「怕了你」- ミナ
- 2012年：JEVICE「이젠 사랑할래」- ソジン、ユラ
- 2013年：C-CLOWN「흔들리고 있어」- ヘリ
- 2013年：Wonder Boyz「Tarzan」- ヘリ
- 2013年：NC.A「My student teacher」- ヘリ
- 2014年：WHEESUNG（휘성 / フィソン）「Night and Day」- ユラ
- 2015年：Party Street「비가 오는 날에는」- ユラ
- 2015年：ソジン「매일 그대와（毎日あなたと）」- ソジン

### その他
- MBC every1「週刊アイドル」（2011年11月19日）- Girl's Day
- MBC every1「週刊アイドル」（2012年12月19日）- Girl's Day
- ARIRANG「After School Club EP.14」（2013年7月17日）- Girl's Day
- MBC every1「週刊アイドル」（2013年7月24日）- Girl's Day
- MBC every1「週刊アイドル」（2014年2月12日）- Girl's Day
- MBC「私たち結婚しました シーズン4」（2014年6月7日〜2015年3月7日）- ユラ（俳優ホン・ジョンヒョンと仮想結婚）
- SBS MTV「THE SHOW：ALL ABOUT K-POP」MC（2014年6月〜2015年1月）- ヘリ
- ARIRANG「After School Club EP.85-86」（2014年7月22日-23日）- Girl's Day（ソジン ビデオ通話出演）
- SBS「K-POP STAR 4」MC（2015年3月15日〜4月12日）- ユラ
- ARIRANG「After School Club EP.168」（2015年7月14日）- Girl's Day
- MBC MUSIC「スーパーアイドル」MC（2015年7月14日〜）- ユラ（韓中合作グローバルオーディション番組）
- MBC MUSIC「Girl's Dayのある素敵な日」（2015年）
- MBC every1「週刊アイドル」（2015年8月5日）- Girl's Day（ヘリ未出演）
- SBS「ジャングルの法則 in ニカラグア編」（2015年）- ミナ
- O'live TV「2016 Tasty Road」MC（2016年）- ユラ

## 受賞歴
|        | 受賞 内訳 |
| 2010年 | - 第2回《ソウル・サクセスアワード》- 新人歌手部門 - 第18回《大韓民国文化芸能大賞》- 新世代歌謡部門 10代歌手賞 |
| 2011年 | - 第18回《大韓民国芸能芸術賞》- 新人歌手賞 |
| 2012年 | - 第20回《大韓民国文化芸能大賞》- 優秀女性歌手賞 - 第1回《ガオンチャートK-POPアワード》- 今年の発見賞 |
| 2013年 | - 第13回《光州（クァンジュ）国際映画祭》- 新人主演女優賞 / 映画「ホリー」ワニ役（ミナ） - 第21回《大韓民国文化芸能大賞》- 10代歌手賞 |
| 2014年 | - 第9回《Asia Model Festival Awards》- 人気歌手賞 - 《Forbes Korea Power Celebrity 40》 第26位 - 第3回《ガオンチャートK-POPアワード》- 音源ロングラン賞 / 「期待して（EXPECTATION）」 - 《2014ケーブルテレビ放送大賞》- ケーブルスター賞 - 第6回《Melon Music Awards》- TOP10 - 第16回《Mnet Asian Music Awards》- ベストダンスパフォーマンス女性グループ - 《2014 SBS歌謡大祭典》- TOP10 - 《2014 MBC芸能大賞》- 女性新人賞（ユラ、ヘリ） |
| 2015年 | - 第29回《Golden Disk Awards》- デジタル音源部門本賞 - 《Forbes Korea Power Celebrity 40》 第13位 - 第24回《Seoul Music Awards（ハイウォン ソウル歌謡大賞）》- 本賞 - 第4回《ガオンチャートK-POPアワード》- 歌手賞音源部門・1月 - 第27回《韓国プロデューサー大賞》- 歌手部門出演者賞 - 《2015ケーブルテレビ放送大賞》- 人気賞（ユラ） - 第6回《大韓民国大衆文化芸術賞》- 文化体育観光部長官表彰                                            |
| 2016年 | - 《Forbes Korea Power Celebrity 40》 第3位（ヘリ） - 《Forbes Korea Power Celebrity 40》 第26位 - 《2016 APAN STAR AWARDS》- 女性新人賞 / ドラマ「応答せよ1988」ソン・ドクソン役（ヘリ） - 第1回《tvN10 Awards》- 人気俳優賞 / ドラマ「応答せよ1988」ソン・ドクソン役（ヘリ） |